# Mauro de Almeida
Mauro de Almeida (Rio de Janeiro, 1882 – Rio de Janeiro, 1956) est un dramaturge, journaliste et compositeur brésilien.

## Biographie
João Mauro de Almeida naît à Rio de Janeiro le 22 janvier 1882.
Il a commencé sa carrière comme journaliste à la rédaction de A Folha do Dia, à Rio de Janeiro, comme reporter et chroniqueur du Carnaval de Rio.
En tant que compositeur, il entre dans l'histoire de la musique populaire brésilienne pour avoir composé avec Donga Pelo Telephone, officiellement la première samba enregistrée, dont la paternité a généré quelque polémique. En 1918, avec Pixinguinha et Donga, il compose la samba O Malhador, qui, comme la chanson précédente, est interprétée par Baiano, enregistrée à la Casa Edison et publiée sur le label Odeon,.
Il a écrit plusieurs pièces de théâtre, dont Presidente antes de nascer, Adeus, Não lhe pague, Amor e modas, Viúva alegre, Com a corda no pescoço, Desarvorada do amor, Do cruzeiro ao cruzeiro, Cozinheira granfina, Decadência et Sempre chorada, certaines réalisées en partenariat avec Luís Rocha (pt) et Cardoso de Meneses.
Il fut membre fondateur de la Société brésilienne des auteurs théâtraux (pt) en 1917.
Mauro de Almeida meurt à Rio de Janeiro le 19 juillet 1956.